# Love Drunk
Love Drunk é o segundo álbum de estúdio da banda de pop punk norte-americana Boys Like Girls. O álbum foi lançado inicialmente em 7 de setembro de 2009 no Reino Unido, e no dia seguinte nos Estados Unidos.

## Faixas
Edição padrão
1. "Heart Heart Heartbreak" (Johnson, Sam Hollander, Dave Katz)
2. "Love Drunk" (Johnson, Hollander, Dave Katz)
3. "She's Got a Boyfriend Now" (Johnson, Hollander, Katz)
4. "Two Is Better Than One"(com Taylor Swift) (Johnson)
5. "Contagious" (Johnson, Brian Howes)
6. "Real Thing" (Johnson, Hollander, Katz)
7. "Someone Like You" (Johnson)
8. "The Shot Heard 'Round the World" (Johnson)
9. "The First One" (Johnson, Howes)
10. "Chemicals Collide" (Johnson, Hollander, Katz)
11. "Go" (Johnson)

Faixas bónus da Edição Deluxe
1. "Love Drunk" (acústico)
2. "Heart Heart Heartbreak" (acústico)
3. "Love Drunk" (Mark Hoppus Remix)
4. Making of do videoclipe de "Love Drunk" (apenas no iTunes)